# Дубник (Борисовський район)
Дубник (біл. вёска Дубнік) — село в складі Борисовського району Мінської області, Білорусь. Село підпорядковане Велятичівській сільській раді, розташоване в північно-східній частині області.